# V Giochi sudamericani
I V Giochi sudamericani si sono svolti a Valencia, in Venezuela, dal 19 al 28 novembre 1994.
Alcune delle gare previste furono tuttavia disputate nelle città di Puerto Cabello e Caracas. I Giochi, a cui presero parte 1599 atleti provenienti da 14 nazioni sudamericane, hanno visto lo svolgimento di 19 sport e furono, come i precedenti, organizzati sotto il patrocinio della Organización Deportiva Sudamericana (ODESUR).

## Sport
- Nuoto
- Atletica leggera
- Baseball
- Bowling
- Pugilato
- Canoa
- Ciclismo
  -  Ciclismo su strada
  -  Ciclismo su pista
- Scherma
- Calcio
- Ginnastica
  -  Ginnastica artistica
  -  Ginnastica ritmica
- Judo
- Karate
- Tiro
- Softball
- Tennis tavolo
- Taekwondo
- Tennis
- Sollevamento pesi
- Lotta

## Medagliere
Paese ospitante
| Posiz. | Nazione          | Oro | Argento | Bronzo | Totale |
| ------ | ---------------- | --- | ------- | ------ | ------ |
| 1      | Argentina        | 105 | 61      | 52     | 218    |
| 2      | Venezuela        | 76  | 65      | 65     | 206    |
| 3      | Colombia         | 35  | 50      | 27     | 112    |
| 4      | Brasile          | 31  | 31      | 35     | 97     |
| 5      | Cile             | 16  | 20      | 37     | 73     |
| 6      | Perù             | 15  | 27      | 33     | 75     |
| 7      | Uruguay          | 4   | 8       | 9      | 21     |
| 8      | Panama           | 4   | 2       | 5      | 11     |
| 9      | Antille Olandesi | 3   | 5       | 5      | 13     |
| 10     | Paraguay         | 3   | 0       | 7      | 10     |
| 11     | Ecuador          | 2   | 17      | 19     | 38     |
| 12     | Bolivia          | 2   | 5       | 15     | 22     |
| 13     | Suriname         | 0   | 3       | 0      | 3      |
| 14     | Aruba            | 0   | 1       | 2      | 3      |
| Totale | Totale           | 296 | 295     | 311    | 902    |